# Jackass Number Two
Jackass Number Two es una película de 2006 de comedia. Es la secuela de Jackass: The Movie lanzada en 2002, ambas basadas en la serie de MTV Jackass. Como su predecesor y el programa de televisión original, la película es una compilación de trucos, bromas y parodias. La película es protagonizada por Johnny Knoxville, Bam Margera, Chris Pontius, Steve-O, Ryan Dunn, Dave England, Jason "Wee Man" Acuña, Preston Lacy y Ehren McGhehey. Todos en la película interpretan como ellos mismos. Todos los nueve personajes principales del elenco de la primera película regresaron para la secuela. La película estuvo dirigida por Jeff Tremaine, que también dirigió Jackass: The Movie y produjo Jackass.
La película fue producida por Dickhouse Productions y MTV Films y distribuida por Paramount Pictures. La película fue estrenada en cines el 22 de septiembre de 2006. El DVD fue lanzado el 26 de diciembre de 2006. Jackass 2.5, fue disponible en línea el 19 de diciembre de 2007, y en DVD el 26 de diciembre de 2007. Contiene la mayoría de las escenas eliminadas que fueron grabadas para Jackass Number Two.
La película recibió críticas positivas de los críticos, y también fue un éxito en la taquilla, haciendo $85 millones en todo el mundo contra un presupuesto de $11.5.

## Sinopsis
Es una compilación de varias bromas, trucos y parodias, y esencialmente no tiene ningún argumento. La película comienza con una presentación de nueve miembros del reparto, mientras son perseguidos por toros en un barrio. A medida que la estampida los persigue, Ryan Dunn salta en una camioneta antes que el toro rompe la puerta abierta. Preston Lacy es empujado a través de una valla por un toro al intentar superarlo. Dave England se refugia en un bote de basura, que es tirado por un toro. Jason Acuña se cae al suelo por un ternero, y Chris Pontius es empujado a una piscina para niños por los cuernos de un toro. Ehren McGhehey y Steve-O saltan y rompen una valla de jardín para evitar ser golpeados. Quedan Johnny Knoxville y Bam Margera, y son perseguidos en una casa. Bam salta a tarvés de una ventana, y Johnny se detiene para decir "Hola, soy Johnny Knoxville, ¡bienvenidos a Jackass!", antes de ser empujado por varios toros por una ventana.
La película termina con Johnny Knoxville en lo que parece ser una habitación de hotel con una trampa para osos. El set luego cae para revelar un estilo Busby Berkeley a La Cage aux Folles, con la canción "The Best of Times", donde el elenco canta y baila mientras hacen varios trucos peligrosos. Como en la primera película, Rip Taylor es visto al final de la secuencia diciendo que no se siente bien por una bebida llamada "The Piledriver."

## Elenco
El elenco de Jackass: The Movie regresó para la secuela.
- Johnny Knoxville
- Bam Margera
- Ryan Dunn†
- Chris Pontius
- Steve-O
- Dave England
- Ehren McGhehey
- Preston Lacy
- Jason "Wee-Man" Acuña

En la película también aparece Brandon Novak, Brandon DiCamillo, Mark Zupan, Roger Alan Wade, Dimitry Elyashkevich, Loomis Fall, Lance Bangs, David Weathers y Manny Puig, Rick Kosick, Spike Jonze y John Waters, Jay Chandrasekhar. Mat Hoffman y Tony Hawk presentan acrobacias. El grupo de mafia Three 6 Mafia también aparece, como también el cantante Ville Valo, el actor James DeBello, con Kat Von D, como también Jason Taylor.

## Jackass 2.5
Jackass 2.5 contiene escenas nunca antes vistas del elenco. El DVD fue lanzado el 26 de diciembre de 2007. También aparece haciendo Jackass 2.5, el hacer de Jackass: The Game, escenas eliminadas y una galería de fotos. Esta es la única película de jackass que su doblaje en español latino es exclusivo para televisión

## Secuela
Se lanzó Jackass 3D como secuela. La filmación comenzó en enero de 2010. Fue lanzada el 15 de octubre de 2010.